# Пиргите
 Тази статия е за солунския квартал.  За етруското селище вижте Пирги.  
Пиргите или Депо (на гръцки: Πύργων) е южен квартал на град Солун, Гърция. Простира се от Бялата кула до Вила Алатини по протежение на булевард „Василиса Олга“. В квартала са разположени консулствата и между войните там живеят буржоазните семейства на индустриалци, тютюневи търговци и бизнесмени в Солун.

## История
Първите имоти в този район са от 1885 година. Кварталът е наричан Пирги, т. е. кули, защото по времето, когато бил извън крепостните стени на града, всяка къща имала кула, за да се отбранява (най-вече от крадци). Истинското му развитие започва след 1889 година, когато са разрушени част от Солунските стени, които го отделят от града. Кварталът е наричан Campagnes от европейците, Hamide от османците и Пирги от българите и гърците. Новият квартал постепенно се превръща в красивата европейска част на града с нови и модерни резиденции, които да задоволяват нарастващата средна класа. В квартала живеят османски чиновници и военни, чужди консули, банкери, индустриалци, търговци и други. В 1892 година е пуснат конски трамвай, който свързва Пиргите с центъра на Солун. В 1906 година в квартала има 1182 къщи и 16 вили, 21 пекарни, 10 кафета, 152 магазина и 6 предприятия. Преди Балканските войни, кварталът вече е с големината на Стария град, но за разлика от него не е базиран на етнически или религиозен принцип.
Във втората половина на XIX век българското население в Солун е съсредоточено в кварталите Вардар капия (Вардарска порта), в Пиргите и в махалата Свети Атанас. Българските заселници в Пиргите са основно от Дебърско, Струмица, Костурско, Куфалово, Щип, Тетово, Велес. В края на XIX век те са общо 178 семейства, от които 132 екзархисти и 46  патриаршисти. По това време българите в Солун се борят за построяването на българско училище и новата църква „Свети Георги“ в махалата Пиргите. Към 1904 година в Пиргите се намира едно от трите български основни училища (другите две са съответно във Вардар капия и Свети Атанас).
В Пиргите братята Хаджимишеви купуват в 1889 и 1891 г. парцели, на които си постояват къщи. Къщата на Тодор Хаджимишев през 1906 г. се състои от 12 стаи и 2 салона и е оценявана на стойност около 1600 турски лири. Иван Хаджимишев и синовете му Петър и Николай също построяват две вили на своя парцел. През годините вилите променят многократно предназначението си – служат за консулства, сгради на гръцки училища и гимназии, обществени сгради и т.н. В началото на XXI век и трите са общинска собственост и са обявени за паметници на културата.